# 解文

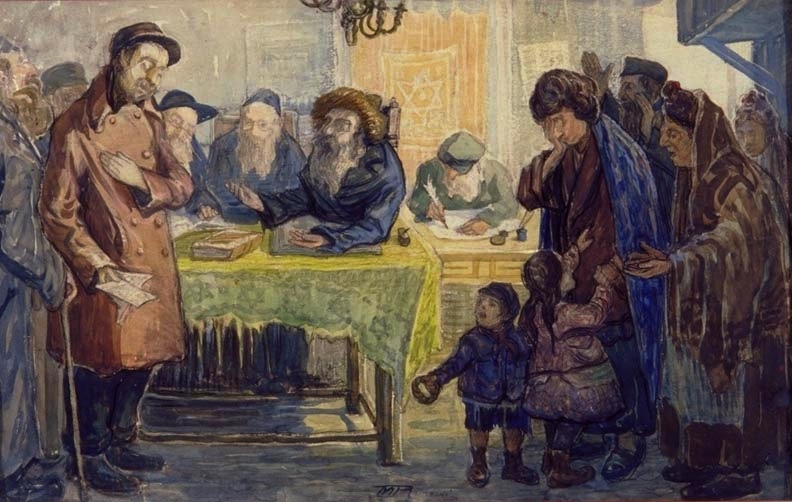
Le Get (The Divorce), painting by Moshe Rynecki, 约1930.

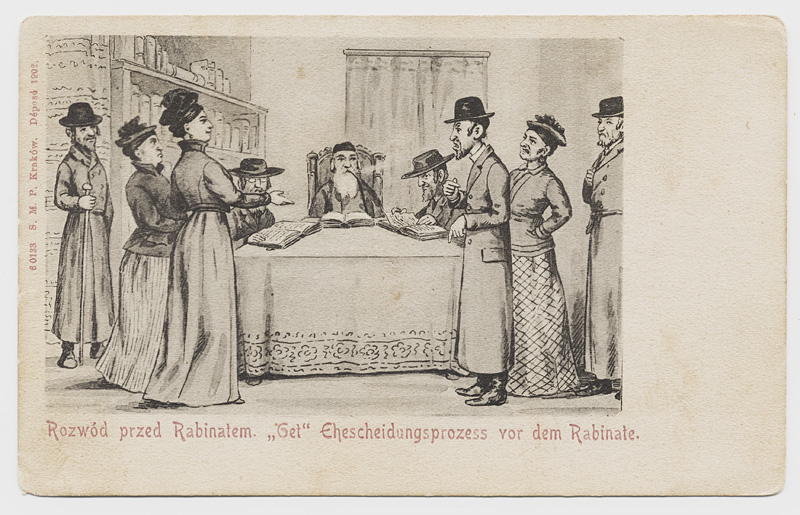
Postcard illustrating a divorce procedure, Jewish Museum of Switzerland

解文（/ɡɛt/）是犹太宗教律法中用以执行犹太夫妇之间的离婚并使之生效的一份文件。该词亦可用于指代离婚本身。解文本身是用阿拉米文书写的一份12行的文件。解文的生效要求之一包括丈夫必须将文件亲手递交给妻子。解文中最核心的部分是一份非常简短的声明，大意是：“兹准许你与任何男人发生关系。” 其效果是将妇女从婚姻诫命中解放出来，并以此使其能自由地与他人结婚，且通奸律法不再适用。解文还同时恢复了妻子在婚姻中曾被其原丈夫按律法所剥夺的一些权利。